# 荒畑寒村
荒畑寒村（1887年8月14日—1981年3月6日），日本社会运动家、作家、评论家、社会主义者。原名荒畑胜三。
出生在神奈川县横滨市永乐町的横滨游郭，童年今日横滨市港南区的野庭渡过。高等小学校毕业后，受外国人商馆的影响改宗基督教。他在横须贺的海军工厂当工人，在此期间看见了堺利彦和幸德秋水一起在《万朝报》上发表的反战诗和退社之辞而受到感召，加入劳动运动。他对二人在周刊《平民新闻》上的非战论产生共鸣，因此接近了社会主义。此后历任《牟婁新報》的新聞記者和《平民新聞》的编辑，与同事管野须贺结识，并于1907年结婚。1908年，荒畑寒村参加赤旗事件，被捕入狱。翌年，管野与监狱中的荒畑离婚。荒畑被激怒，2年后出狱便买了手枪要枪杀她，但没有成功。
1912年，荒畑寒村与大杉荣一起创办刊物《近代思想》，但后来由于大杉荣持无政府主义思想，荒畑寒村则信仰马克思主义，两人发生对立，荒畑寒村与大杉荣分别，来到关西从事劳动组合获得。1920年和1922年，相继参加日本社会主义同盟和日本共产党的创立。但1923年由于被揭发，翌年荒畑宣布解散日共。1926年日共再度建党的时候拒绝入党。
1927年，与山川均、猪俣津南雄等人创办刊物《劳农》。二戰开始以后，主导反法西斯运动，加入日本无产党。1937年，发生人民战线事件，荒畑寒村与山川均、加藤勘十等人被投入监狱，直到二战结束以后才被释放。
战后就任全金同盟委员长，参加日本社会党。1946年当选众议院议员（东京4区）。1949年落选后，后专注于评论活动。